# 沟海铁路
沟海铁路，是一条位于辽宁省境内的铁路，全长101.7千米，由沈阳铁路局运营。为连接沈山和沈大两大铁路干线的一条重要联络线，全线为单线电气化区间。

## 线路技术状况
在五七站有盘五联络线与京哈铁路连接，在西柳站有葫芦峪联络线与沈大铁路连接，2010年又修建了沈山铁路与沟海铁路的联络线，使沈山铁路、大郑铁路上行齐齐哈尔、通辽、大虎山站开来的列车可不经沟帮子换向就可直达盘锦、营口、大连等地
在友谊站和牛庄站有两个电气化铁路专用变电所。

## 历史
1965年成立盘锦垦区。随着辽河油田的勘探，1967年大庆油田派出全套勘探队伍来盘锦作业，陆续发现整装油田。盘锦被确定为东北地区反修斗争提供燃油、大米的大后方。当时物资进出盘锦极为不便，在北镇县沟帮子站设立了盘锦物资转运站。为此，辽宁省革命委员会决定利用沟营铁路遗留的沟帮子至二台子约30公里的路基，建设沟盘铁路。1968年12月7日开工建设。辽宁省革命委员会副主任崔修范（火车司机长）任沟盘铁路建设临时指挥部总指挥。全长31.7公里铁道线路和绕阳河特大桥、36座桥梁涵洞等工程仅用了45天完成。1969年1月23日竣工通车盘锦站。先后由锦州铁路局大虎山站区、沟帮子站区临时管辖。
1969年4月珍宝岛战斗后，为加强战备，中央决定建设沈山、沈大两条干线铁路的联络线，以减轻沈阳铁路枢纽的运输压力与战备负担。
2004年7月11日沟海铁路电气化牵引改造正式开始，列车运行速度由原来的80公里/小时提高至160公里/小时。
2006年，沟海铁路电气化改造完工。
2014年7月31日，经过沟海铁路的深圳站到沈阳北站的T186/187、T188/185次列车由原来的25K型车体更换为设计时速160km/h的25T型新型车体。